# 30942 Helicaon
30942 Helicaon este o planetă minoră (asteroid), cu un diametru de 32,544 km, din Asteroid troian al lui Jupiter. A fost descoperită pe 8 februarie 1994 la Observatorul European Austral de Eric Walter Elst și a fost numită după Helicaon⁠(d). 
Obiectul prezintă o orbită caracterizată de o semiaxă mare de 5,1859944 UAi, o excentricitate de 0,069, o înclinație de 22,87056 ° în raport cu ecliptica.